# Gonocalyx almedae
Gonocalyx almedae är en ljungväxtart som beskrevs av J.L. Luteyn. Gonocalyx almedae ingår i släktet Gonocalyx och familjen ljungväxter. Inga underarter finns listade i Catalogue of Life.